# Der Blaue Reiter

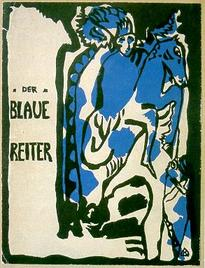
De omslag van het tijdschrift van de beweging.

Der Blaue Reiter (de blauwe ruiter) was een kleine groep gelijkgestemde kunstenaars in Duitsland, die van ongeveer 1911 tot 1914 bestond. De vernieuwingsbeweging ontstond in München ongeveer gelijktijdig met Die Brücke in Dresden. 

## Geschiedenis
Der Blaue Reiter (voluit "Künstlergemeinschaft Der Blaue Reiter") werd in 1911 opgericht door Wassily Kandinsky, Franz Marc, Gabriele Münter en August Macke. De stroming wordt tot het expressionisme gerekend. Er was niet echt sprake van een georganiseerde beweging. Het ging de deelnemers meer om het onderhouden van een vriendschapsband.
De nieuwe kunstideeën van de groep werden gepubliceerd in een almanak "Der Blaue Reiter", door uitgeverij R. Piper in 1912 te München. Alle oprichters van de groep waren met werk in deze uitgave vertegenwoordigd. De naam van de schildersgroep is afkomstig van de omslag van deze almanak, waarop het schilderij Der Blaue Reiter van Kandinsky uit 1903 te zien is. Uit de scheuring met de Neue Künstlervereinigung in 1911 groeide een rondreizende tentoonstelling Die erste Ausstellung der Redaktion des Blauen Reiters. Vanuit Galerie Tannhaüser te München werd de Galerie Der Sturm te Berlijn aangedaan en te Hagen het Folkwang Museum. Keulen en Frankfurt kwamen hierna.
Enkele andere kunstenaars onderhielden connecties met "Der Blaue Reiter", namelijk Paul Klee, Alexej von Jawlensky, David Boerljoek, Gabriele Münter, Marianne von Werefkin, Lyonel Feininger, Hans Arp, Louis Moillet, Alfred Kubin, Robert Delaunay, Arnold Schönberg, Heinrich Campendonk en Maria Marc.
Een van de laatste activiteiten van Der Blaue Reiter was de deelname aan het "Herbstsalon" van 1913, in de Galerie Der Sturm te Berlijn, op uitnodiging van H. Walden, de uitgever van het gelijknamige blad, maar de Eerste Wereldoorlog maakte een einde aan de beweging. Marc en Macke sneuvelden en Klee, Kandinsky en anderen verlieten het land.
In 1920 keerden Klee en Kandinsky terug naar Duitsland. Ze werden aangesteld als leraren aan het inmiddels ontstane Bauhaus.

## Kenmerken
Binnen de Blaue Reiter waren de kunstenaars van mening dat elk academisme in strijd was met de ware kunst. Men zag de emotie als voornaamste element van het creatieve vermogen en trachtte men deze tot expressie te brengen. Franz Marc probeerde met kleuren emoties over te brengen, waarbij iedere kleur een eigen symboliek en betekenis had. Alle kunstenaars gebruikten weinig perspectief, waardoor de kleuren een plat vlak vormden. Dit leidde ertoe dat Wassily Kandinsky uiteindelijk abstracte kunstwerken ging maken. 

## Schilderijen
- Franz Marc: Reh im Wald I, 1911
- Franz Marc: Die Gelbe Kuh, 1911

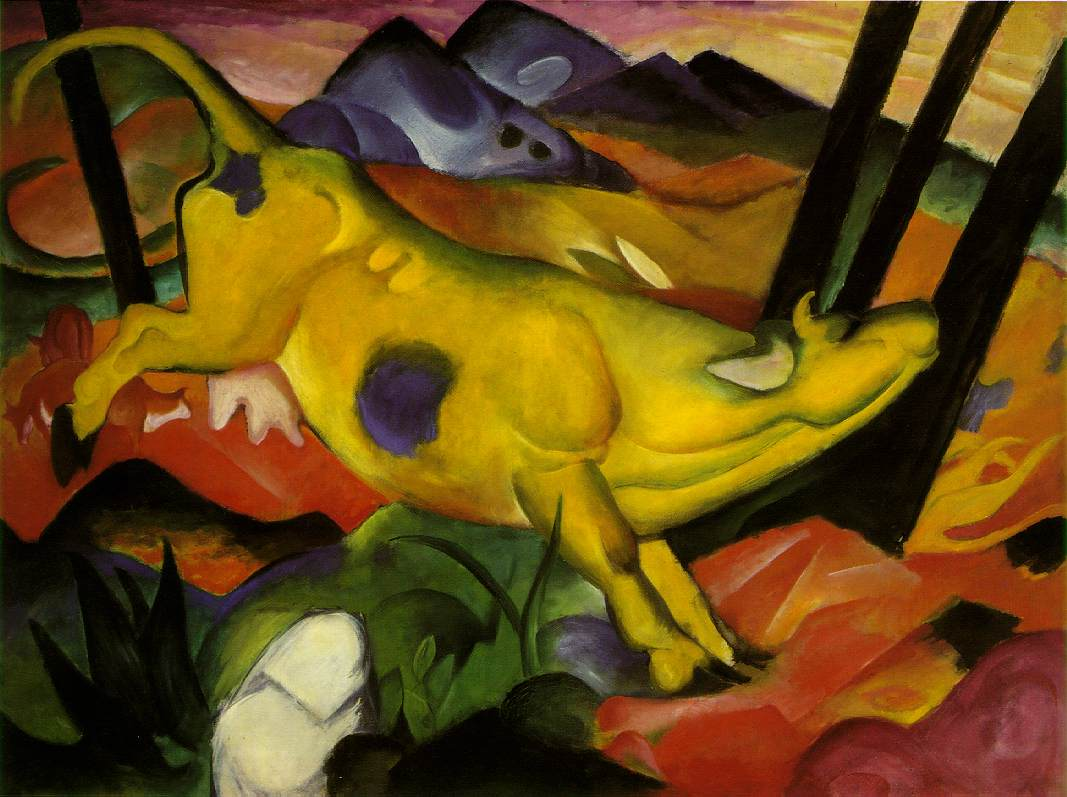
Franz Marc: Die gelbe Kuh, 1911

- Arnold Schönberg: Selbstportrait (von hinten), 1911
- Wassily Kandinsky: Impression IV (Gendarme), 1911
- Wassily Kandinsky: Studie zu Komposition V, 1911
- Wassily Kandinsky: Mit Sonne (1911)
- Gabriele Münter: Kandinsky und Erna Bossi am Tisch, 1912
- August Macke: Zoologischer Garten I, 1913
- Alexej von Jawlensky: Die Spanierin, 1913
- Robert Delaunay:  Fenêtre sur la ville, 1914

## Musea
In het Städtische Galerie im Lenbachhaus in München zijn veel schilderijen te zien van de leden van Der Blaue Reiter. Andere musea met grote collecties expressionistische kunst zijn het Museum Folkwang in Essen en het Museum Ludwig in Keulen. In Nederland zijn werken te zien in het Stedelijk Museum in Amsterdam en het Kunstmuseum in Den Haag.

## Tentoonstellingen
- Kandinsky en Der Blaue Reiter, 6 februari tot en met 24 mei 2010 in het Gemeentemuseum Den Haag.[4]
- Wilden – expressionisme van brücke en der blaue reiter, 28 april tot en met 18 september 2016 in Museum de Fundatie in Zwolle.[5]